# Kōsaku Aruga
Kōsaku Aruga (有賀 幸作 ?, Aruga Kōsaku; Prefettura di Nagano, 21 agosto 1897 – Mare a ovest di Tanegashima, 7 aprile 1945) è stato un ammiraglio giapponese, attivo durante la seconda guerra mondiale come capitano di vascello. Fu comandante della 4ª Divisione cacciatorpediniere, dell'incrociatore pesante Chokai e della nave da battaglia Yamato con cui prese parte all'Operazione Ten-Go in cui perse la vita. Fu elevato postumo al rango di viceammiraglio.

## Biografia

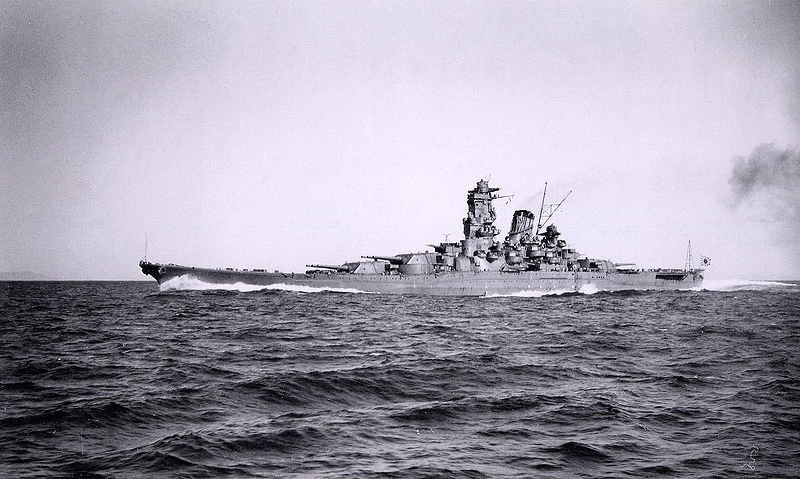
La nave da battaglia Yamato alle prove in mare nella baia di Sukumo, 10 ottobre 1941.

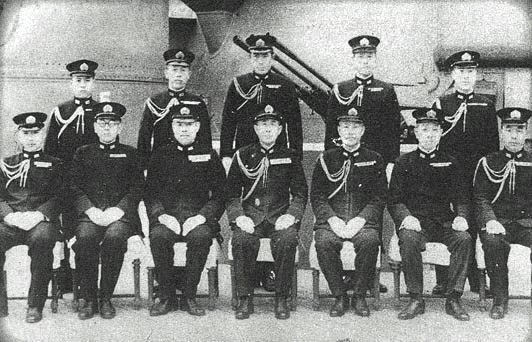
Foto degli ufficiali della Yamato scattata il 5 aprile 1945, due giorni prima dell'Operazione Ten-Go. Aruga è seduto al centro, a destra dell'ammiraglio Nobuei Morishita, mentre il viceammiraglio Seiichi Itō è a sinistra di questi.

Nacque nella prefettura di Nagano il 21 agosto 1897. Arruolatosi nella Marina imperiale fu ammesso a frequentare il 45º corso presso l'Imperiale accademia navale di Etajima nel 1917, da cui uscì come aspirante guardiamarina classificandosi al 58º posto sugli 89 allievi.
Il suo primo imbarco fu sull'incrociatore corazzato Iwate, passando poi sulla nave da battaglia Hyūga, completando i corsi per l'impiego dell'artiglieria navale e dei siluri tra il 1918-1919. Dopo essere stato nominato guardiamarina (Sho-i), prestò servizio su diversi cacciatorpediniere. Dal novembre 1922 al novembre 1923, fu in servizio sulla corazzata Nagato, e dopo la sua promozione a tenente di vascello (Tai-i) nel dicembre 1923, prestò servizio come ufficiale addetto ai siluri sui cacciatorpediniere Akikaze e Kikuzuki, e successivamente sugli incrociatori leggeri Naka e Kiso.
Dopo la sua promozione a capitano di corvetta (Shō-sa) nel 1929, assunse il suo primo comando; il cacciatorpediniere Yugao. In seguito comandò il Fuyo nel 1930, Tachikaze, Akikaze nel 1932, Matsukaze nel 1933 e Inazuma nel 1934. Dopo un incarico a terra nel distretto navale di Chinkai, in Corea (1935-1937), riprese servizio in mare come secondo in comando sull'incrociatore leggero Sendai. In seguito comandò una divisione di dragamine e l'11ª Divisione cacciatorpediniere, venendo promosso capitano di vascello (Tai-sa) nel novembre 1940.
Nel giugno del 1941 assunse il comando della 4ª Divisione cacciatorpediniere, con cui dopo l'entrata in guerra dell'Impero giapponese, avvenuta il 7 dicembre, prese parte alla battaglia delle Midway assegnato alla scorta delle portaerei della 1ª Flotta aerea del viceammiraglio Chūichi Nagumo, e quella delle Salomone Orientali come scorta al gruppo d'avanguardia agli ordini del contrammiraglio Hiroaki Abe.
Nel marzo del 1943 gli venne assegnato il comando dell'incrociatore pesante Chokai. Richiamato in Giappone nel giugno 1944 dopo avere contratto la malaria, assunse l'incarico di istruttore capo presso la Scuola siluristi, rimanendovi fino al novembre dello stesso anno, quando fu trasferito presso lo stato maggiore della 2ª Flotta. Il 25 dello stesso mese assunse il comando della nave da battaglia Yamato.
Nell'aprile del 1945 la Yamato, su ordine dell'ammiraglio Soemu Toyoda, fu destinata a partecipare all'Operazione Ten-Go, una missione suicida contro le forze americane impegnate nella battaglia di Okinawa. La nave, su cui alzava la sua insegna il viceammiraglio Seiichi Itō, imbarcò solo il carburante sufficiente per arrivare sull'isola, con la scorta di un incrociatore e di otto cacciatorpediniere. La Yamato avrebbe sfruttato il caos generato dall'operazione di sbarco americana e si sarebbe arenata sulla costa di Okinawa trasformandosi in una fortezza costiera. Il 7 aprile 1945 la Yamato fu affondata da ondate successive di velivoli decollati dalle portaerei della US Navy. Rifiutatosi di abbandonare la corazzata, affondò con la sua nave. Fu promosso postumo al grado al viceammiraglio.

### Nella cultura di massa
- Nel film del 1953 del regista Yutaka Abe Senkan Yamato il suo personaggio è stato interpretato dall'attore Takamaru Sasaki.[5][6]
- Nel film del 1963 del regista Shūe Matsubayashi Taiheiyo no tsubasa (traduzione "Wings Over the Pacific", uscito negli Stati Uniti d'America anche con il titolo di Attack Squadron! o Kamikaze), Aruga è stato interpretato dall'attore Seizaburô Kawazu.[7]
- Nel secondo episodio della serie di cartoni animati La corazzata Yamato del 1974, prodotta da Leiji Matsumoto il capitano Aruga ha la voce di Gorō Naya.
- Nel film del 1981 di Shūe Matsubayashi Rengō Kantai (tradotto come "Combined Fleet", ma uscito negli Stati Uniti anche con il titolo di The Imperial Navy), il suo personaggio è stato interpretato da Ichiro Nakatani.
- Nel film della Toei del 2005 Otoko-tachi no Yamato, il suo ruolo è stato interpretato dall'attore Eiji Okuda.

### Fonti
1. 1 2 3 4 5 6 7 8  Tucker 2012, p. 56.
2. ↑  World War II Database.
3. ↑  Homepage.
4. 1 2 3  Tucker 2012, p. 57.
5. ↑  Senkan Yamato (1953) at IMDB.com.
6. ↑  Senkan Yamato at CD Japan.
7. ↑  Attack Squadron! (1963) Taiheiyo no tsubasa (original title) at IMDB.com.